# In Some Small Way
In Some Small Way è il quarto e ultimo singolo promozionale tratto dall'album di Céline Dion, Miracle (2004). Il brano, scritto da Richard Page e David Tyson e prodotto da David Foster, uscì come singolo il 7 marzo 2005 negli Stati Uniti e in Canada.
Il singolo raggiunse la posizione numero 5 nella classifica airplay del Québec, mentre in Canada e Stati Uniti entrò nelle classifiche adult contemporary, raggiungendo rispettivamente le posizioni numero 14 e numero 28.

## Contenuti e interpretazioni dal vivo
In Some Small Way è un brano  scritto da David Tyson e Richard Page, autori anche di Sleep Tight, altro brano di Miracle.
Céline ha interpretato il suo nuovo singolo durante il suo residency-show di Las Vegas A New Day..., tra dicembre 2004 e gennaio 2005, duettando con il suo corista Barnev Valsaint. La cantante presentò la canzone anche nel programma televisivo statunitense The Tonight Show with Jay Leno nel dicembre 2004, con Valsaint e un coro gospel.
Nel 2005 in uno show benefico canadese intitolato Canada for Asia fu trasmessa la performance in diretta da Las Vegas dove Céline duettò con il suo corista e il coro gospel sulle note di In Some Small Way, aiutando e promuovendo la raccolta fondi per le vittime del terremoto e del maremoto dell'Oceano Indiano del 2004.

## Formati e tracce
CD Singolo Promo (Canada; Stati Uniti) (Columbia)
1. In Some Small Way – 3:40 (David Tyson, Richard Page)

## Classifiche
| Classifica (2005)                                     | Posizione massima raggiunta |
| ----------------------------------------------------- | --------------------------- |
| Canada (R&R Canada AC Top 30)                         | 14                          |
| Québec (ADISQ)                                        | 5                           |
| Stati Uniti (Billboard Hot Adult Contemporary Tracks) | 28                          |